# Абрамян Володимир Арамаїсович
Абрамя́н Володи́мир Арамаї́сович (*26 січня 1934, місто Москва — †15 жовтня 1977, місто Іжевськ) — радянський конструктор авто- і мототехніки.

## Біографія
Після закінчення в 1957 році Московського автомеханічного інституту працював на Іжевському машинобудівному заводі (1957—1977): інженер-конструктор, начальник групи стендових випробувань, начальник лабораторії двигунів, заступник головного конструктора, головний конструктор з автомотобудування. Брав участь у роботі із зниження шуму, вібрації та підвищення потужності двигунів до мотоциклів «Іж-Планета», «Іж-Юпітер», Іж-Планета-Спорт. При безпосередньої участі Абрамяна були розроблені та впроваджені у виробництво автомобілі Іж-2715 (фургон) та Іж-2125 (комбі), створені дослідні екземпляри перспективного автомобіля Іж-2126 («Орбіта»).
Нагороджений орденом Трудового Червоного Прапора (1970), Знаком Пошани (1966), медалями.